# Adriatisch-ionische Autobahn
Die Adriatisch-ionische Autobahn (kroatisch Jadransko–jonska autocesta, montenegrinisch Jadransko–jonski autoput, albanisch Autostrada adriatikojoniane) ist eine zukünftige Autobahn, die entlang der Ostküste der Adria und des Ionischen Meeres verlaufen wird und damit den westlichen Teil der Balkanhalbinsel erschließt.

## Verlauf
Es ist geplant, die Strecke als durchgehende Autobahn zu verwirklichen. Sie beginnt in Triest (Italien) und führt zuerst über Slowenien nach Rijeka in Kroatien. Der größte Teil in Kroatien wird durch die Autobahn A1 gebildet. In der Nähe von Dubrovnik wird die Adriatisch-ionische Autobahn durch Bosnien-Herzegowina über Trebinje nach Montenegro geführt. Dort wird sie über Podgorica nördlich des Skutarisees nach Albanien und weiter über Durrës Richtung Griechenland fortgesetzt. In Griechenland wird die Strecke über Ioannina und Patras zum Endpunkt Kalamata führen.
Die Achse wird von Kroatien, Montenegro und Albanien als zentrales Infrastrukturvorhaben betrachtet und ist im Rahmen der EU‑Strategie für den adriatisch‑ionischen Raum (EUSAIR) und der Westbalkan‑Konnektivitätsagenda politisch verankert. Verschiedene nationale Abschnitte zielen auf eine verbesserte Einbindung in das TEN-T (Transeuropäische Netze) ab; EU‑ und IFI‑Kofinanzierungen knüpfen an die Einhaltung europäischer Nachhaltigkeitsstandards an. Dennoch ist sie bis dato von der EU nicht in den Paneuropäischen Verkehrskorridoren aufgenommen worden.
Die EU hat den überarbeiteten Aktionsplan der Makrostrategie für den adriatisch‑ionischen Raum (EUSAIR) am 7. Mai 2025 verabschiedet. Damit werden grenzüberschreitende Verkehrsanbindungen in der Region – einschließlich Korridoren entlang der Adria‑Ionischen Achse – stärker priorisiert und mit Kohäsions‑ sowie Heranführungsmitteln verknüpft.

### Italien
Vom Startpunkt Triest sind die bereits bestehende Autobahnzubringer RA13 und RA14 zur slowenischen Grenze ein Teil der Streckenführung der Adriatisch-ionischen Autobahn. Der RA14 wird von der slowenischen Autobahn A3 fortgesetzt.

### Slowenien
Der slowenische Teil beginnt mit der bereits bestehenden Autobahn A3 von der italienischen Grenze bei Sežana zur A1. Von dort geht es weiter auf die A1 bis nach Postojna (deutsch: Adelsberg) wo die Adriatisch-ionische Autobahn dann über die geplante A6 nach Jelšane führen soll. Von dort aus soll die Verbindung mit der kroatischen Autobahn A7 hergestellt werden. Bis zur Fertigstellung der A6 wird der Verkehr über die Glavna cesta 6 geführt. Den Start für den Bau der A6 ist erst für nach 2030 vorgesehen.

### Kroatien

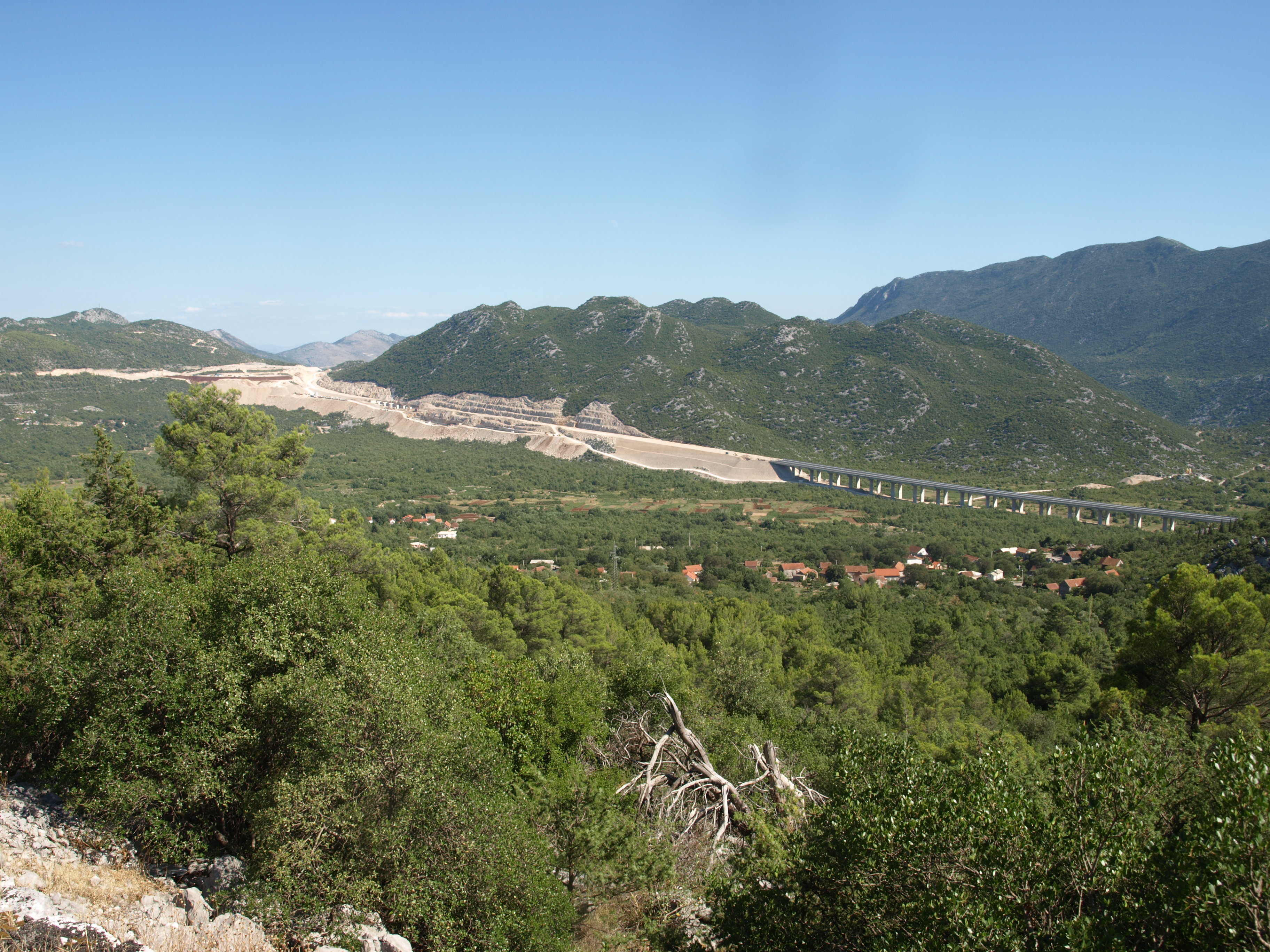
Autobahnbau nahe Vrgorac 2010

Bis jetzt hat Kroatien die größten Fortschritte in seinem Teil durch die Fertigstellung von wichtigen Teilen der A7 und A1 gemacht. Seit der Eröffnung der fehlenden 11 km zum Autobahnkreuz Ploče 2013 sind insgesamt 393 km ab der slowenischen Grenze bei Rupa in Betrieb bzw. sogar 514 km ohne Unterbrechung, wenn man die Strecke ab Autobahnkreuz Orehovica bei Rijeka über A6/Bosiljevo/A1 bis Žuta Lokva in Anspruch nimmt.
Die A7 ist von der slowenischen Grenze bei Rupa bis Matulji inklusive der Umfahrung von Rijeka (Matulji – Križišće, 26 km) fertiggestellt (insgesamt 42 km). Es ist geplant, die A7 mittelfristig bis zur A1 bei Žuta Lokva zu verlängern (56 km). Bis zur Fertigstellung dieses Abschnittes muss der Verkehr entweder den indirekten Weg zur A1 über die A6 (ab Autobahnkreuz Orehovica bei Rijeka bis Žuta Lokva insgesamt 135 km) oder den direkten Weg (ab Orehovica über Senj bis Žuta Lokva, ca. 83 km) über die Umfahrung von Rijeka (14 km) und Nationalstraße D8 (bekannt als „Adriatische Küstenstraße“ bzw. Jadranska Magistrala, 69 km) nehmen.
Die A1 endet zurzeit am Autobahnkreuz Ploče (Mali Prolog), welches durch eine vierspurige Schnellstraße mit der Jadranska Magistrala bei Ploče (Straßenkreuz Čeveljuša) verbunden ist. Der weitere Verlauf bis Slivno wahrscheinlich über Metković ist im Planungsstadium. Südlich von Slivno folgt die bereits angesprochene Unterbrechung des kroatischen Staatsgebietes auf dem Festland durch bosnisch-herzegowinische Staatsgebiet (Neum).
Bis dato gibt es noch keine konkreten Planungen für die Weiterführung der Autobahn durch Bosnien-Herzegowina (ca. 5 bis 6 km). Zwischen 2007 und 2022 wurde die Pelješac-Brücke errichtet, die eine Querung von Bosnien-Herzegowina überflüssig machte. Es ist unklar, ob sie Teil der A1 wird.
Der weitere Verlauf der A1 von Doli nach Dubrovnik ist fertig geplant (ca. 35 km). Die A1 soll entsprechend der aktuellen Planung in der Nähe von Osojnik an der Grenze zu Bosnien-Herzegowina enden. Der Baubeginn für diesen Abschnitt ist unbekannt.
| Streckenführung | Streckenführung                                                                    | Streckenführung | Streckenführung |
| Straße          | Strecke                                                                            | Entfernung      | Status |
| --------------- | ---------------------------------------------------------------------------------- | --------------- | --- |
| A7              | Grenze Slowenien / Rupa – Matulji                                                  | 16 km           | fertiggestellt |
| A7              | Matulji – Orehovica                                                                | 12 km           | fertiggestellt (derzeitige Streckenführung als über Bosiljevo und weiter als bis Žuta Lokva – 135 km ab Orehovica)       |
| A7              | Orehovica – Sveti Kuzam – Križišće                                                 | 14 km           | fertiggestellt |
| A7              | Križišće – Žuta Lokva                                                              | 69 km           | geplant, derzeitige Streckenführung als D8 bis Senj und D23 bis Žuta Lokva (insgesamt 83 km ab Orehovica bis Žuta Lokva) |
| A1              | Žuta Lokva – Zadar – Split – Vrgorac – Autobahnkreuz Ploče – Mautstelle Karamatići | 360 km          | fertiggestellt |
| A1              | Mautstelle Karamatići – Slivno                                                     | ?               | Streckenführung noch nicht festgelegt                                                                                    |
| ?               | Slivno – Doli                                                                      | ?               | Streckenführung noch nicht festgelegt                                                                                    |
| A1              | Doli – Dubrovnik (Osojnik)                                                         | ca. 35 km       | geplant, Baubeginn: soll bis 2030 gebaut werden                                                                          |

### Bosnien-Herzegowina
Es war lange Zeit unklar, ob die adriatisch-ionische Autobahn über Bosnien-Herzegowina geführt wird oder ob diese in Kroatien an Dubrovnik vorbei, Richtung Flughafen Dubrovnik direkt zur montenegrinischen Grenze bei Debeli Brijeg weitergeführt wird.
Nachdem bereits im Verkehrsentwicklungsplan für Montenegro bis 2020 von einer Routenplanung über Bosnien-Herzegowina ausgegangen wurde, wurde der genaue Ort des zukünftigen Grenzübergangs zwischen Bosnien-Herzegowina und Montenegro mittlerweile ebenfalls festgelegt. Der Kontaktpunkt zwischen Bosnien-Herzegowina und Montenegro sollte zwischen Aranđelovac (BiH) und Nudo (Montenegro) sein. Konkrete Planungen für die Streckenführung in Bosnien-Herzegowina existieren aber noch nicht. Sie wird aber auf jeden Fall in der Nähe der Stadt Trebinje entlangführen.

### Montenegro

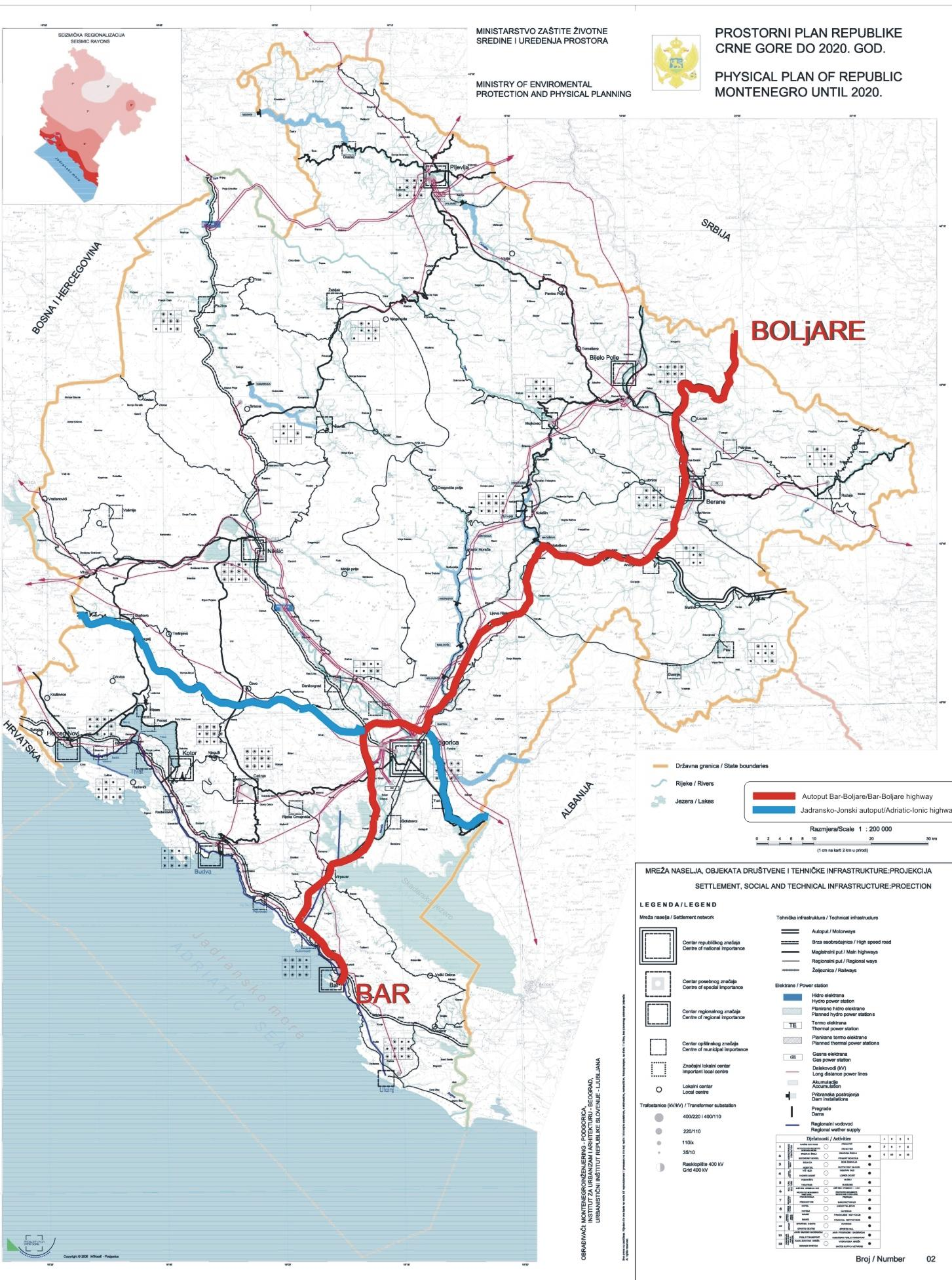
Geplante Streckenführung in Montenegro (blau) entsprechend dem Verkehrsentwicklungsplan bis 2020

Nach der Konkretisierung der Streckenführung der adriatisch-ionischen Autobahn durch Bosnien-Herzegowina sind nun auch die Planungen für die Streckenführung in Montenegro konkreter geworden. Diese Planungen wurden bereits im montenegrinischen Verkehrsentwicklungsplan bis 2020 berücksichtigt.
Die Autobahn A2 soll den montenegrinischen Abschnitt der adriatisch-ionischen Autobahn bilden. Die Autobahn wird somit an der bosnisch-herzegowinischen Grenze in der Nähe von Nudo bei Grahovo beginnen. Die Autobahn wird dann nördlich der Bucht von Kotor nach Podgorica und dann weiter zum Skutarisee führen.
Am 25. Dezember 2023 verkündete der Premierminister Montenegros Milojko Spajić, dass die Autobahn bis ins Jahr 2030 gebaut sein soll. Anfang 2024 werden die Ausschreibungen starten. Die Autobahn A1 genoss bis anhin jedoch höchste Priorität, da sie für Montenegro wichtiger ist.
In Montenegro bereitet die Autobahnbetreibergesellschaft Monteput die Umsetzung mehrerer Abschnitte der adriatisch‑ionischen Achse vor. Für den südlichen Abschnitt Bar–Ulcinj–Sukobin (Grenze zu Albanien) wurde im September 2024 die Vorentwurfsplanung ausgeschrieben. Der rund 42 km lange Abschnitt soll sechs Anschlussstellen (u. a. Bar, Stari Bar, Pečurice, Vladimir, Sukobin), eine Bemessungsgeschwindigkeit von 100 km/h sowie vier Fahrstreifen plus Standstreifen erhalten; Variantenuntersuchungen und strenge ökologische Auflagen sind Bestandteil des Mandats.  Darüber hinaus ist für den montenegrinischen Teil der adriatisch‑ionischen Autobahn zwischen der kroatischen und der albanischen Grenze auf etwa 85 km eine stufenweise Realisierung in drei Teilabschnitten vorgesehen. Das Investitionsvolumen wird auf rund 1,9 Mrd. € beziffert; die Kofinanzierung durch EBRD/EIB sowie die Einhaltung EU‑Nachhaltigkeitsstandards sind Teil des Programms.

### Albanien

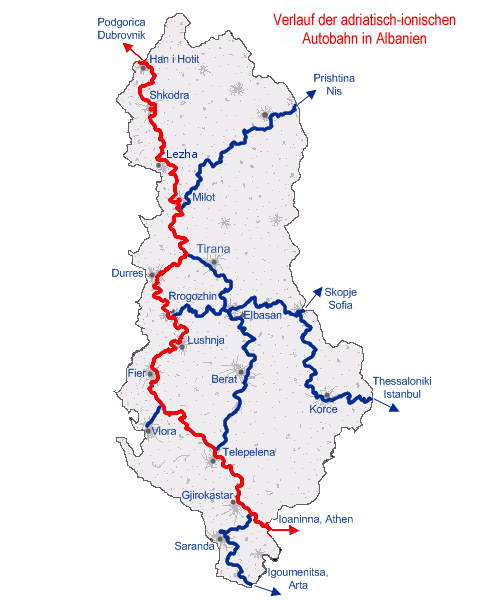
Streckenverlauf in Albanien

Albanien hat bereits große Teile seines Nord-Süd-Korridors zur Verbindung mit Montenegro und Griechenland (bestehend hauptsächlich aus SH1 und SH4) fertiggestellt. Dieser Nord-Süd-Korridor ist gleichzeitig Teil der adriatisch-ionischen Autobahn. Das rund 350 Kilometer lange Teilstück durch Albanien ist aktuell aber mit Ausnahme weniger Abschnitte von rund 90 Kilometern Länge nicht als Autobahn („autostrada“) ausgebaut. Der Rest ist nicht kreuzungsfrei und meist nur zweispurige Überland- oder Schnellstraße (genannt „superstrada“), die aber in den letzten Jahren durchgehend ausgebaut wurden. Abgesehen von einigen Ortsdurchfahrten (z. B. Shkodra, Lezha, Durrës (Shkozet), Gjirokastra) ist die ganze Strecke erneuert, begradigt und verbreitert.
Die Strecke von Levan über Tepelana und Gjirokastra bis zur albanisch-griechischen Grenze bei Kakavija soll auf absehbare Zeit als zweispurige Schnellstraße bleiben. Zwischen Muriqan an der albanisch-montenegrinischen Grenze und Lezha soll die Autobahn bis 2029 fertiggestellt werden. Wann der Abschnitt zwischen Lezha und Milot sowie die Strecke Tirana-Fier als Autobahn ausgebaut werden, ist noch unklar.
| Streckenführung | Streckenführung                         | Streckenführung | Streckenführung                                                                             |
| Straße          | Strecke                                 | Entfernung      | Ausbau                                                                                      |
| --------------- | --------------------------------------- | --------------- | ------------------------------------------------------------------------------------------- |
| S1              | Grenze Montenegro / Han i Hotit–Lezha   | ca. 66 km       | zweispurige Hauptstraße, paralleler Ausbau der Autobahn soll bis 2029 fertiggestellt werden |
| S1              | Lezha–Milot                             | ca. 15 km       | zweispurige Hauptstraße                                                                     |
| A1              | Milot–Thumana–Kashar                    | ca. 34 km       | vierspurige Autobahn                                                                        |
| S2              | Kashar–Vora–Durrës                      | ca. 22 km       | vierspurige Autobahn                                                                        |
| S85             | Umfahrung Durrës                        | ca. 6 km        | vierspurige Hauptstraße                                                                     |
| S4              | Durrës–Rrogozhina                       | ca. 32 km       | vierspurige Autobahn                                                                        |
| S4              | Rrogozhina–Mbrostar                     | ca. 40 km       | vierspurige, nicht-kreuzungsfreie Schnellstraße                                             |
| S4              | Mbrostar–Levan                          | ca. 22 km       | Umfahrung Fier, vierspurige Autobahn                                                        |
| S4              | Levan–Tepelena                          | ca. 69 km       | zweispurige Hauptstraße                                                                     |
| S4              | Tepelena–Kakavija / Grenze Griechenland | ca. 58 km       | zweispurige Hauptstraße                                                                     |

### Griechenland
Kernstücke sind zum einen die bereits fertiggestellte Ionia Odos (A5) von Ioannina über die Rio-Andirrio-Brücke nach Patras und zum anderen eine Autobahn von Patras über Pyrgos nach Tsakona (Ost-Peloponnes-Autobahn). Den letzten Streckenabschnitt nach Kalamata, dem Endpunkt der adriatisch-ionischen Autobahn, bildet ein Teilstück der A7.
Die ursprüngliche Planungen sahen vor, eine Autobahn mit einer Länge von ca. 46 km von der albanischen Grenze bei Kakavia bis Ioannina bzw. bis zu einem Autobahnkreuz mit der A2 zu bauen. Die Planungen sind momentan zurückgestellt. Der Abschnitt Kakavia-Kalpaki-Ioannina ist als ausgebaute, teilweise neu trassierte Nationalstraße (E.O.) 20 und Nationalstraße (E.O.) 22 in Betrieb
| Streckenführung | Streckenführung                              | Streckenführung | Streckenführung                                                      |
| Straße          | Strecke                                      | Entfernung      | Status                                                               |
| --------------- | -------------------------------------------- | --------------- | -------------------------------------------------------------------- |
| N22             | Grenze Albanien / Kakavia – Kalpaki          | ca. 16 km       | fertiggestellt als Schnellstraße, Ausbau zur Autobahn zurückgestellt |
| N20             | Kalpaki – Ioannina /                         | ca. 30 km       | normale Nationalstraße, Ausbau zur Autobahn zurückgestellt           |
| A5              | Ioannina / – Filippiada                      | ca. 40 km       | fertiggestellt                                                       |
| A5              | Filippiada – Arta-Süd (Umfahrung von Arta)   | ca. 8 km        | fertiggestellt                                                       |
| A5              | Arta-Süd – Komboti                           | ca. 6 km        | fertiggestellt                                                       |
| A5              | Komboti – Menidi                             | ca. 6 km        | fertiggestellt                                                       |
| A5              | Menidi – Stanos (Umfahrung von Amfilochia)   | ca. 30 km       | fertiggestellt                                                       |
| A5              | Stanos – Kouvaras                            | ca. 12 km       | fertiggestellt                                                       |
| A5              | Kouvaras – Etoliko (Umfahrung von Agrinio)   | ca. 12 km       | fertiggestellt                                                       |
| A5              | Etoliko – Messolongi                         | ca. 8 km        | fertiggestellt                                                       |
| A5              | Messolongi – Andirrio                        | ca. 8 km        | fertiggestellt                                                       |
| A5              | Andirrio – Rio (Rio-Andirrio-Brücke)         | ca. 4 km        | fertiggestellt                                                       |
| A5              | Rio – Patras-Ost                             | ca. 2 km        | fertiggestellt                                                       |
| A5              | Patras-Ost – Rogitika (Umfahrung von Patras) | ca. 15 km       | fertiggestellt                                                       |
| A5              | Rogitika – Pyrgos                            | ca. 195 km      | in Bau, Streckenführung zurzeit als                                  |
| A5              | Pyrgos – Tsakona                             | ca. 100 km      | in Bau, Streckenführung zurzeit als und                              |
| A7              | Tsakona – Kalamata                           | ca. 16 km       | fertiggestellt                                                       |